# Vầu Cúc Phương
Vầu Cúc Phương, tên khoa học Sinobambusa, là một chi thực vật có hoa trong họ Hòa thảo (Poaceae).

## Loài
Một số loài được ghi nhận:
1. Sinobambusa baccanensis T.Q.Nguyen - Việt Nam
2. Sinobambusa farinosa (McClure) T.H.Wen - Phúc Kiến, Quảng Đông, Quảng Tây, Giang Tây, Triết Giang
3. Sinobambusa henryi (McClure) C.D.Chu & C.S.Chao - Quảng Đông, Quảng Tây
4. Sinobambusa humila McClure - Quảng Đông
5. Sinobambusa incana T.H.Wen - Quảng Đông
6. Sinobambusa intermedia McClure - Fujian, Quảng Đông, Quảng Tây, Tứ Xuyên, Vân Nam
7. Sinobambusa nephroaurita C.D.Chu & C.S.Chao - Quảng Đông, Quảng Tây, Tứ Xuyên
8. Sinobambusa rubroligula McClure - Quảng Đông, Quảng Tây, Hải Nam
9. Sinobambusa sat (Balansa) C.S.Chao & Renvoize - Việt Nam
10. Sinobambusa scabrida T.H.Wen - Quảng Tây
11. Sinobambusa solearis (McClure) T.Q.Nguyen - Việt Nam
12. Sinobambusa tootsik (Makino) Makino ex Nakai - Phúc Kiến, Quảng Đông, Quảng Tây, Việt Nam; naturalized in Nhật Bản including Ryukyu Islands
13. Sinobambusa yixingensis C.S.Chao & K.S.Xiao - Giang Tô

Các loài đã chuyển sang chi khác
- Sinobambusa acutiligulata - Oligostachyum hupehense
- Sinobambusa anaurita - Oligostachyum hupehense
- Sinobambusa callosa - Chimonobambusa callosa
- Sinobambusa dushanensis - Oligostachyum spongiosum
- Sinobambusa edulis - Acidosasa edulis
- Sinobambusa elegans - Yushania elegans
- Sinobambusa exaurita - Oligostachyum scabriflorum
- Sinobambusa fimbriata - Phyllostachys rubromarginata
- Sinobambusa gibbosa - Indosasa crassiflora
- Sinobambusa gigantea - Indosasa gigantea
- Sinobambusa glabrescens - Oligostachyum glabrescens
- Sinobambusa kunishii - Gelidocalamus kunishii
- Sinobambusa maculata - Pleioblastus maculatus
- Sinobambusa parvifolia - Oligostachyum sulcatum
- Sinobambusa puberula - Oligostachyum puberulum
- Sinobambusa pulchella - Pseudosasa cantorii
- Sinobambusa seminuda - Pleioblastus hsienchuensis
- Sinobambusa sichuanensis - Chimonobambusa sichuanensis
- Sinobambusa striata - Indosasa longispicata
- Sinobambusa sulcata - Oligostachyum scabriflorum
- Sinobambusa urens - Pleioblastus rugatus